# Nvidia Pascal
Pascal - це кодове ім'я мікроархітектури, яка була розроблена компанією Nvidia як наступник мікроархітектури Maxwell у 2016 році. Ця архітектура оснащена новітніми ядрами Nvidia, які використовують 3D-Stacked пам'ять, що дозволяє пам'яті краще стекуватися на GPU матриці, а також дає можливість підтримки пропускної здатності зі швидкістю до 1 ТБ/с. Цей 3D-чип на інтеграційній пластині дозволяє не тільки значно збільшити BW (смугу пропускання), але також дає приріст ефективності до 4 разів і в 2,5 рази збільшує VRAM-ємність графічної одиниці.

## Технології

### 3D-Memory
Суть цієї технології полягає в тому, щоб упакувати мікросхеми пам'яті (Stacks DRAM) разом з GPU. Це дозволяє графічному процесору швидше отримувати дані з пам'яті. Тобто швидкість обміну даними GPU з пам'яттю збільшується. Nvidia вказує, що пропускна спроможність збільшується в декілька раз, обсяг пам'яті вдвічі, а енергоефективність - в чотири рази. Мікросхеми пам'яті з'єднуються з GPU за допомогою спеціальних міжшарових з'єднань під назвою Through Silicon Vias (TSV).

### Unified Memory
Як можна здогадатися з назви, це свого роду концепція спільної пам'яті. Якщо точніше, то графічний процесор може використовувати пам'ять центрального процесора і навпаки.
Спільна пам'ять створює так званий пул керованої пам'яті, що є спільним між CPU і GPU і таким чином долає CPU-GPU розрив. Керована пам'ять доступна як на CPU, так і на GPU за допомогою одного покажчика. Головне те, що система автоматично переносить дані, виділені в єдиній пам'яті між хостом і пристроєм, так що вона виглядає як пам'ять процесора для коду, який працює на процесорі, і, як GPU-пам'ять для коду, що працює на GPU.

### NVLink
NVLink збільшує швидкість обміну інформацією між GPU і CPU. За даними Nvidia, ця технологія піднімає швидкість з існуючого значення 16 ГБ / с (PCI Express) до 80 ГБ / с. Крім цього NVLink буде задіяна і в конфігураціях, що складаються з декількох 3D-адаптерів.

### Module
NVIDIA розробила модуль для розміщення графічних процесорів, що використовують Pascal NVLink. Якщо порівнювати з розміром плат, які використовуються зараз, то в NVIDIA змогли розмістити більш продуктивний чип використовуючи лише 1/3 розміру теперішніх PCI Express відеокарт. Модуль буде розміщувати в собі графічний чип Pascal, відеопам'ять, а також в обов'язковому порядку згадану вище технологію NVLink.

### Mixed-precision computing
Обчислення змішаної точності в Pascal використовуються для подвійного прискорення розрахунків, яким достатньо 16-бітної «половинної» точності обчислень - вони вдвічі швидші, ніж звичайні FP32 (одинарна точність). Збільшена продуктивність таких обчислень дасть приріст швидкості класифікації та згортки - двох важливих кроках deep learning, при збереженні достатньої точності обчислень.

## Ядра Pascal
В даний час відомо про два ядра Pascal:
- PK104
- PK100

PK104 буде наступником GM204 (Maxwell), в той час як PK100 буде флагманом архітектури Pascal GPU від Nvidia.
Обидва чипи будуть виготовлені з використанням 14nm або на 16nm технологічного процесу, використовуючи FinFETs. Nvidia використовувала 28nm технологічний процес протягом 3 років, але зріст в плані продуктивності стрибає з кожним поколінням. Звичайно, що стає важко підтримувати такі процесори без переходу на більш низький технологічний процес - що вони і планують зробити у наступній архітектурі.
Використання HBM2 дозволить Nvidia збільшити відеобуфер на графічних процесорах до 32Гб.